# 繊維学会
一般社団法人繊維学会（せんいがっかい）は1943年12月に設立された日本の学会。1964年から社団法人、2012年から一般社団法人。正会員数1,304人。日本学術会議協力学術研究団体のひとつ。日本技術者教育認定機構社員、日本工学会会員。

## 歴史
1943年12月10日に物資の不足を背景として繊維素協会と繊維工業学会が合併して誕生した。設立総会は巣鴨商業組合会館で行われた。
40周年を記念して1983年に「桜田武賞」を創設し、1984年に講演会などを行った。
2014年に70周年を記念して式典、講演会、シンポジウム、ファッションショーを行った。

## 刊行物
繊維技術の専門誌である学会誌「繊維と工業」・「報文」を刊行していたが2016年1月に前者を『繊維学会誌』、後者を Journal of Fiber Science and Technology (JFST)として分離した。JFSTには査読がある。